# يهرلو
يهرلو هي قرية في مقاطعة تكاب، إيران. يقدر عدد سكانها بـ 145 نسمة بحسب إحصاء 2016.